# Lisa Hallidayová
Lisa Hallidayová (* 12. července 1976 Medfield) je americká spisovatelka. Píše především romány, její nejpopulárnější knihou je Asymmetry. V roce 2017 za ni získala cenu Whiting Award.

## Recenze
O knize Asymmetry od Hallidayové napsala Alice Gregoryová z New York Times Book Review následující: „Román Lisy Hallidayové je tak zvláštní a překvapivě chytrý, že se jeho pouhá existence jeví jako komentář ke stavu fikce“. Pozitivní recenze napsaly také Karen Hellerová z The Washington Post a Parul Sehgalová z The New York Times.

## Dílo
- HALLIDAY, Lisa. Asymmetry. New York: [s.n.], 2018. Dostupné online. ISBN 978-1-5011-6676-1. OCLC 989963024